# Ficus del museo Bicknell
Il ficus del museo Bicknell è il più vecchio dei tre monumentali esemplari di Ficus macrophylla situati a Bordighera (IM).

## Collocazione e caratteristiche
L'albero si trova presso l'ingresso del museo Bicknell, e venne messo a dimora nel 1880. Alto circa 20 metri e con un diametro del fusto di quasi un metro, con lo sviluppo del fusto ha inghiottito il vicino muro di cinta. La massa legnosa dell'albero circonda inoltre un esemplare di palma Phoenix. Assieme ad altri due esemplari della stessa specie collocati a Bordighera è stato inserito nella lista nazionale degli alberi monumentali, che nel 2018 comprendeva 93 individui situati in Liguria.

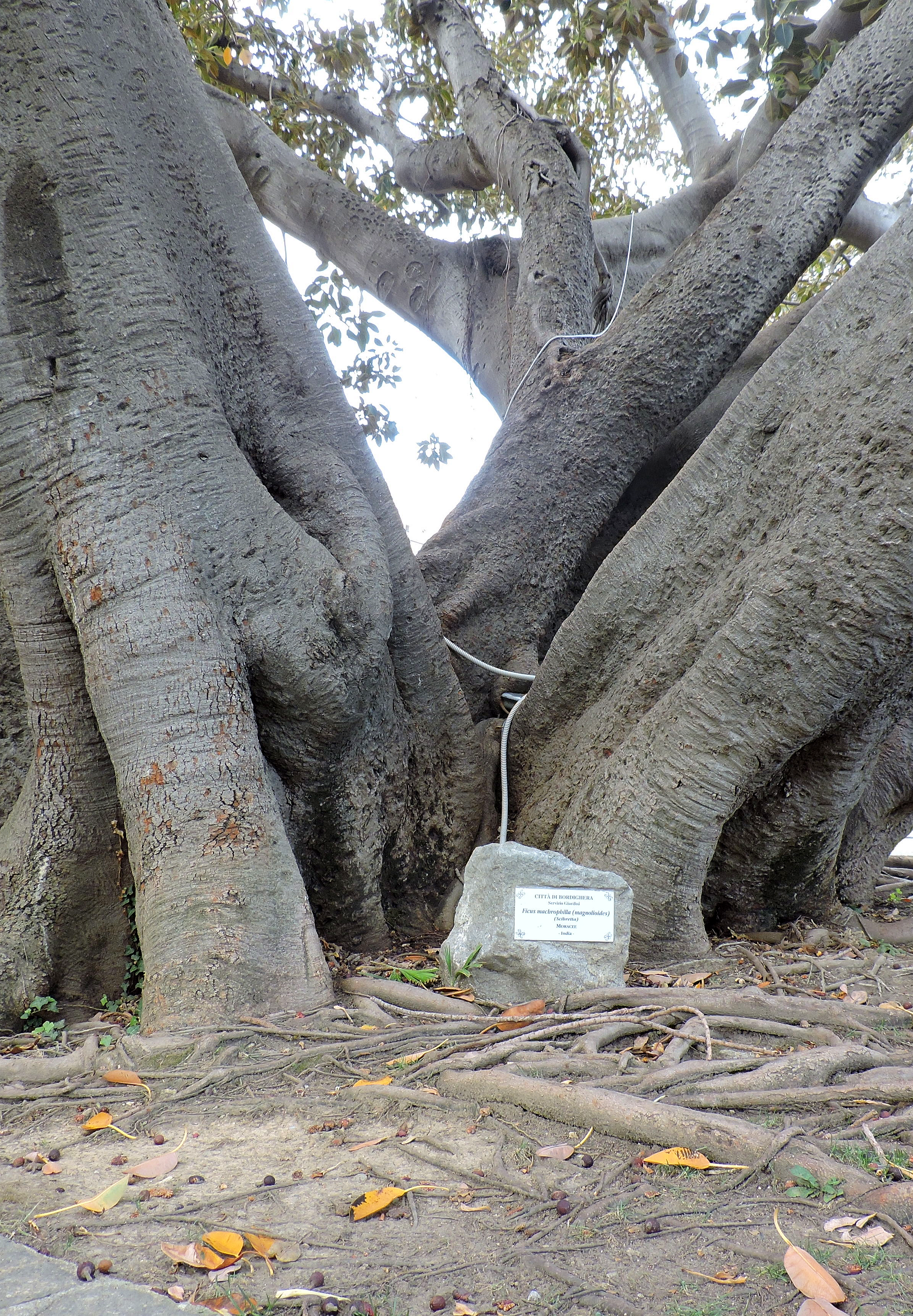
Scibretta nel 2016

Il secondo esemplare si trova anch'esso nei pressi del museo per quanto un po' più giovane è lievemente più alto (22 metri) e con un diametro del tronco maggiore (1020 cm).
Il terzo ficus monumentale sorge vicino al palazzo comunale ( Palazzo Garnier); è alto 14 metri e ha un diametro del fusto di 1180 cm. Si caratterizza per un notevole sviluppo orizzontale e una abbondantissima ramificazione.. Le condizioni di quest'ultimo albero, soprannominato Scribretta o Scibretta, destarono un certo allarme nel 2017 per il diradamento progressivo della sua massa fogliare. L'albero era stato potato l'anno precedente. A seguito di una perizia fitosanitaria furono individuati alcuni interventi per migliorare le condizioni di vita dell'albero.
Altri Ficus macrophilla crescono in contesti urbani abbastanza simili a quello di Bordighera in un certo numero di città italiane come Sanremo, Palermo e Reggio Calabria.

## Nella cultura di massa
Nel 2011 il fotografo Saverio Chiappalone espose in una mostra una serie di scatti in bianco e nero interamente dedicati al ficus del Museo Bicknell. All'albero monumentale anche RAI 1 ha dedicato un servizio del programma I Giganti,  mandato in onda il 29 agosto 2015 e presentato da Dario Vergassola